# Alicudi
Alicudi je talijanski otok u Tirenskom moru. Pripada skupini Liparskih otoka. Otočje se nalazi sjeverno od Sicilije i čini ga 8 vulkanskih otoka, od kojih je Alicudi najzapadniji. Otok Alicudi je oko 40 km zapadno od Liparija, ima površinu od 5.2 km² i približno je kružnog oblika.

## Povijest
Otok je stvoren u erupcijama davno nestalog vulkana Montagnola volcano, prije oko 150 000 godina. Vjeruje se da se posljednji čin stvaranja ovog otoka dogodio pred oko 27 000 godina.
Otok je, prema arheološkim nalazima, prvi put naseljen u 17. stoljeću pr. Kr. Rimski fragmenti keramike, koji datiraju mnogo stoljeća kasnije, mogu se naći na istočnoj obali otoka.
Moderno ime otoka, Alicudi, iskrivljeni je oblik antičkog Grčkog imena  grč. Ἐρείκουσα (Ereikousa), izvedenog iz imena biljke erica (vrijesak), koji i danas raste na padinama otoka.
Otok je dugi miz stoljeća bio stalna meta pirata, pa je otočno stanovništvo sigurnost potražilo na visokim terasama, a jednostavna poljoprivreda i uzgoj breskvi postali su temelj otočne privrede.

## Demografija
Danas na otoku živi oko 120 stanovnika, koji uglavnom žive od ribarstva i poljoprivrede. Na cijelom otoku je samo 1 restoran, čiji meni uvelike ovisi o ribarskom ulovu i dostavi hrane brodom.

## Vanjske poveznice
|  | Zajednički poslužitelj ima još gradiva o temi Alicudi |

- About Alicudi (tal.)
- Aeolian Island tourism website (tal.)
- Topographic Map of the Island(engl.)
- Alicudi web (tal.)
- BBC Travel - Alicudi: Italy's LSD island (engl.)